# ناتالیا پادیلا
ناتالیا پادیلا (انگلیسی: Natalia Padilla؛ زادهٔ ۶ نوامبر ۲۰۰۲) بازیکن فوتبال اهل لهستان است.
وی همچنین در تیم‌های ملی فوتبال زنان لهستان بازی کرده‌است.